# Фехтування на літніх Олімпійських іграх 1968
Олімпійський турнір з фехтування 1968 року пройшов у рамках XIX Олімпійських ігор у Мехіко, Мексика, з 15 по 25 жовтня 1968 року.

## Медальний залік
| Місце | Країна         | Золото | Срібло | Бронза | Загалом |
| ----- | -------------- | ------ | ------ | ------ | ------- |
| 1     | СРСР (URS)     | 3      | 4      | 0      | 7       |
| 2     | Угорщина (HUN) | 2      | 2      | 3      | 7       |
| 3     | Польща (POL)   | 1      | 0      | 2      | 3       |
| 4     | Франція (FRA)  | 1      | 0      | 1      | 2       |
| 4     | Румунія (ROU)  | 1      | 0      | 1      | 2       |
| 6     | Італія (ITA)   | 0      | 1      | 1      | 2       |
| 7     | Мексика (MEX)  | 0      | 1      | 0      | 1       |

## Медалісти
Чоловіки
| Змагання                  | Золото                                                                                      | Срібло                                                                                               | Бронза                                                                                               |
| ------------------------- | ------------------------------------------------------------------------------------------- | --- | --- |
| Шпага, особиста першість  | Дьозьо Кульчар · Угорщина (HUN)                                                             | Григорій Крісс · СРСР (URS)                                                                          | Джанлуїджі Саккаро · Італія (ITA)                                                                    |
| Шпага, командна першість  | Угорщина · Чаба Феньвеші · Золтан Немере · Пал Шмітт · Дьозьо Кульчар · Пал Надь            | СРСР · Григорій Крісс · Йосип Вітебський · Олексій Ніканчиков · Юрій Смоляков · Віктор Модзолевський | Польща · Богдан Анджеєвський · Міхал Буткевич · Богдан Гонсьор · Генрик Неляба · Казімеж Барбурський |
| Рапіра, особиста першість | Йонел Дримбе · Румунія (ROU)                                                                | Єньо Камуті · Угорщина (HUN)                                                                         | Даніель Ревеню · Франція (FRA)                                                                       |
| Рапіра, командна першість | Франція · Даніель Ревеню · Жиль Беролатті · Крістіан Ноель · Жан-Клод Маньян · Жак Дімон    | СРСР · Герман Свєшников · Юрій Шаров · Василь Станкович · Віктор Путятін · Юрій Сісікін              | Польща · Вітольд Войда · Ришард Парульський · Збіґнєв Скрудлік · Егон Франке · Адам Лісевський       |
| Шабля, особиста першість  | Єжи Павловський · Польща (POL)                                                              | Марк Ракита · СРСР (URS)                                                                             | Тібор Пежа · Угорщина (HUN)                                                                          |
| Шабля, командна першість  | СРСР · Володимир Назлимов · Віктор Сидяк · Едуард Винокуров · Марк Ракита · Умяр Мавліханов | Італія · Владіміро Каларезе · Мікеле Маффей · Чезаре Сальвадорі · П'єрлуїджі Кікка · Роландо Ріголі  | Угорщина · Тамаш Ковач · Янош Кальмар · Петер Баконьї · Міклош Месена · Тібор Пежа                   |

Жінки
| Змагання                  | Золото                                                                                            | Срібло                                                                                            | Бронза |
| ------------------------- | ------------------------------------------------------------------------------------------------- | ------------------------------------------------------------------------------------------------- | --- |
| Рапіра, особиста першість | Олена Бєлова · СРСР (URS)                                                                         | Пілар Ролдан · Мексика (MEX)                                                                      | Ільдіко Рейтьо · Угорщина (HUN)                                                                                 |
| Рапіра, командна першість | СРСР · Олександра Забеліна · Тетяна Самусенко · Олена Бєлова · Галина Горохова · Світлана Чиркова | Угорщина · Лідія Саковічне Демелкі · Ільдіко Рейтьо · Ільдіко Бобіш · Марія Гулачі · Паула Маросі | Румунія · Екатеріна Шталь-Єнчик · Іляна Дюлай-Дримбе · Марія Віколь · Ольга Сабо-Орбан · Ана Дершидан-Ене-Паску |